# Indże
Indże – opowiadanie Jordana Jowkowa, opublikowane w tomie Legendy Starej Płaniny w 1927 r.

## Treść
Opowiadanie portretuje postać Indże, bułgarskiego hajduka i powstańca z przełomu XVIII i XIX w. Jest on hersztem wolnych zbójników, wałęsających się po bezdrożach Starej Płaniny i rabujących przypadkowe ofiary. Nie liczy się dla niego życie ludzkie ani własne. Któregoś dnia Indże spotyka Paunę, dziewczynę, mieszkającą w spalonej wiosce i zabiera ją z sobą. Po jakimś czasie rodzi się syn jego i Pauny, lecz Indże odrzuca dziecko, uderza jataganem i zostawia na drodze, uważając, że zbójnikowi dziecko nie jest potrzebne. Po tym wydarzeniu opuszcza go Pauna a Indże staje się jeszcze okrutniejszy, zabija, grabi i puszcza wsie z dymem. Podczas grabieży pewnej wioski przekleństwo rzuca na niego pop. Pod wpływem przypadkowego spotkania z biednym chłopem, który w imieniu wioski prosi go ochronę, Indże zaczyna się jednak zmieniać. Występuje w obronie prostych ludzi i strzeże ich przed rabusiami i zbójnikami. Staje się bohaterem ludowym, witanym z honorami w każdej wiosce. Podczas wizyty w jednej z wiosek zabija go miejscowy garbus, uważany za człowieka niespełna rozumu. Okazuje się, że to jego syn, odrzucony lata wcześniej.

## Przekłady na język polski
Opowiadanie było tłumaczone na język polski trzykrotnie i ukazało się w kilku różnych wydaniach. 
Pierwszy przekład został dokonany przez Bronisława Ćirlicia i opublikowany w wydanej w 1955 r. Antologii noweli bułgarskiej XIX i XX w.. Przekład ten był następnie przedrukowywany i znalazł się również w wydanym w 1975 r. zbiorze opowiadań Jowkowa Zbrodnia Iwana Belina i inne utwory. Opowiadanie, wraz z innymi tekstami cyklu zostało również przełożone przez Michała Tarasiewicza i opublikowane w 1982 r. w tomie Legendy Starej Płaniny. W tym samym roku ukazał się przekład dokonany przez Wojciecha Gałązkę, zamieszczony w zbiorze Biała jaskółka. Antologia opowiadań bułgarskich XIX i XX wieku.